# Мироля
Мироля (словац. Miroľa) — село в Словаччині, Свидницькому окрузі Пряшівського краю. Розташоване в північно-східній частині Словаччини на недалеко кордону з Польщею.
Уперше згадується у 1572 році.

## Пам'ятки
У селі є греко-католицька дерев'яна церква Покрови Пресвятої Богородиці (лемківського типу) з 1746 та 1770 років, збудована на місці старшої дерев'яної церкви з кінця 17 століття, з 1963 року разом з дерев'яною брамою та дерев'яним парканом національна культурна пам'ятка. 
Крім неї є також православна церква Різдва Пресвятої Богородиці з 20 століття.

## Населення
| Рік:            | 1993 | 2003     | 2013     | 2023     |
| --------------- | ---- | -------- | -------- | -------- |
| Кількість осіб: | 96   | 75       | 67       | 50       |
| Різниця:        |      | -21,87 % | -10,66 % | -25,37 % |

| Рік:            | 2022 | 2023    |
| --------------- | ---- | ------- |
| Кількість осіб: | 52   | 50      |
| Різниця:        |      | -3,84 % |

В селі проживає 149 осіб.
Національний склад населення (за даними останнього перепису населення — 2001 року):
- словаки — 77,65 %
- русини — 20,00 %

Склад населення за приналежністю до релігії станом на 2001 рік:
- греко-католики — 50,59 %,
- православні  — 47,06 %,
- римо-католики — 2,35 %,